# Monument aux morts de Tournay
 (signalé en mai 2025).
Si vous disposez d'ouvrages ou d'articles de référence ou si vous connaissez des sites web de qualité traitant du thème abordé ici, merci de compléter l'article en donnant les références utiles à sa vérifiabilité et en les liant à la section « Notes et références ».
- Archive Wikiwix
- Bing
- Cairn
- DuckDuckGo
- E. Universalis
- Gallica
- Google
- G. Books
- G. News
- G. Scholar
- Persée
- Qwant
- (zh) Baidu
- (ru) Yandex
- (wd) trouver des œuvres sur Wikidata

Le monument aux morts de Tournay (Hautes-Pyrénées, France) est consacré aux soldats de la commune morts lors des conflits du XXe siècle.

## Historique
La sculpture est réalisée par Firmin Michelet.
L'inauguration du monument a eu lieu le 8 janvier 1922.

## Description
Le monument se compose d'un piédestal sur lequel se dresse la statue qui représente une jeune fille, vêtue d'une longue robe, et qui tient un bouquet de fleurs.
Il est situé sur la place d'Astarac, au centre du village.

## Galerie

Sélection de vues du monument aux morts municipal.
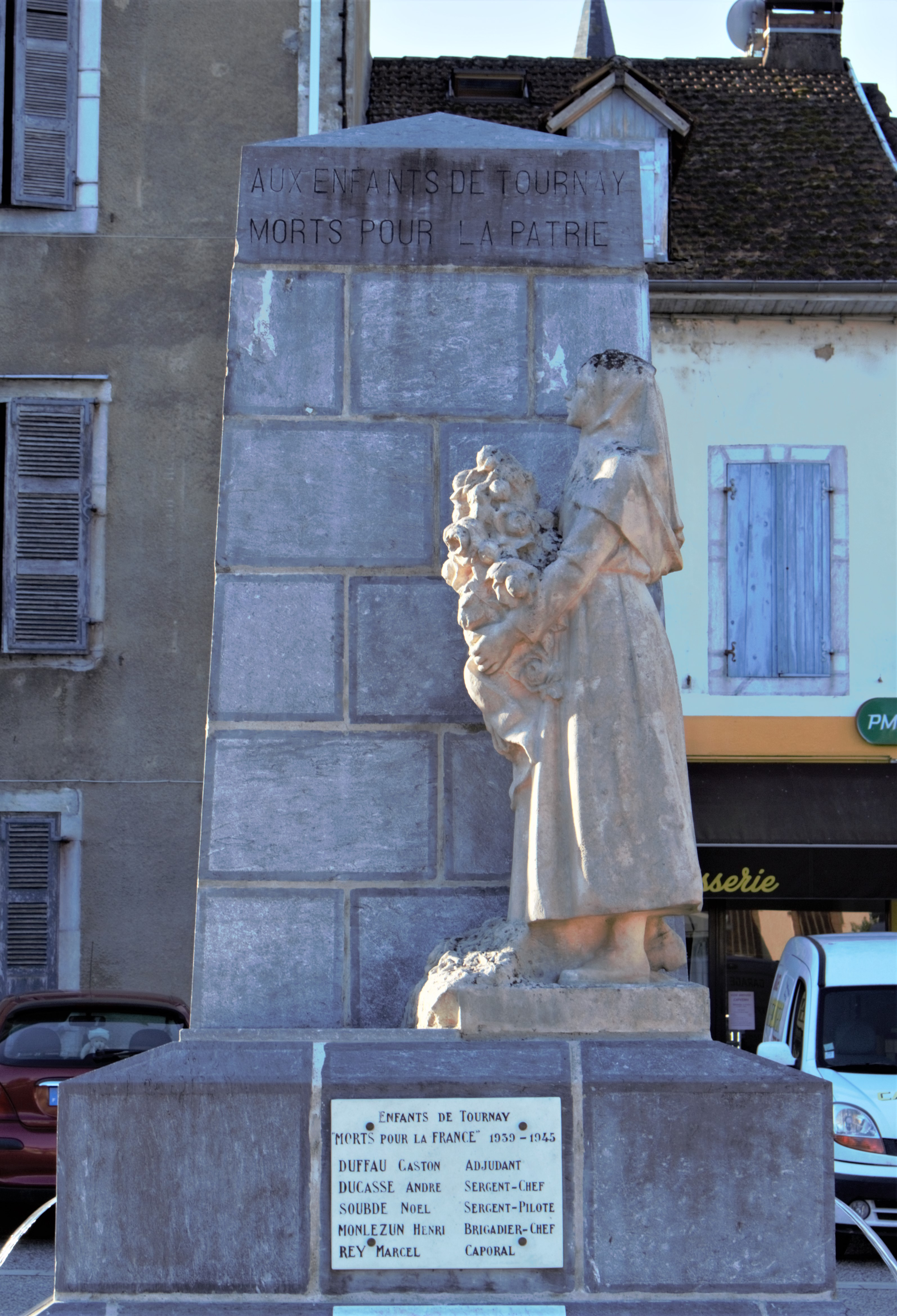
Le monument.
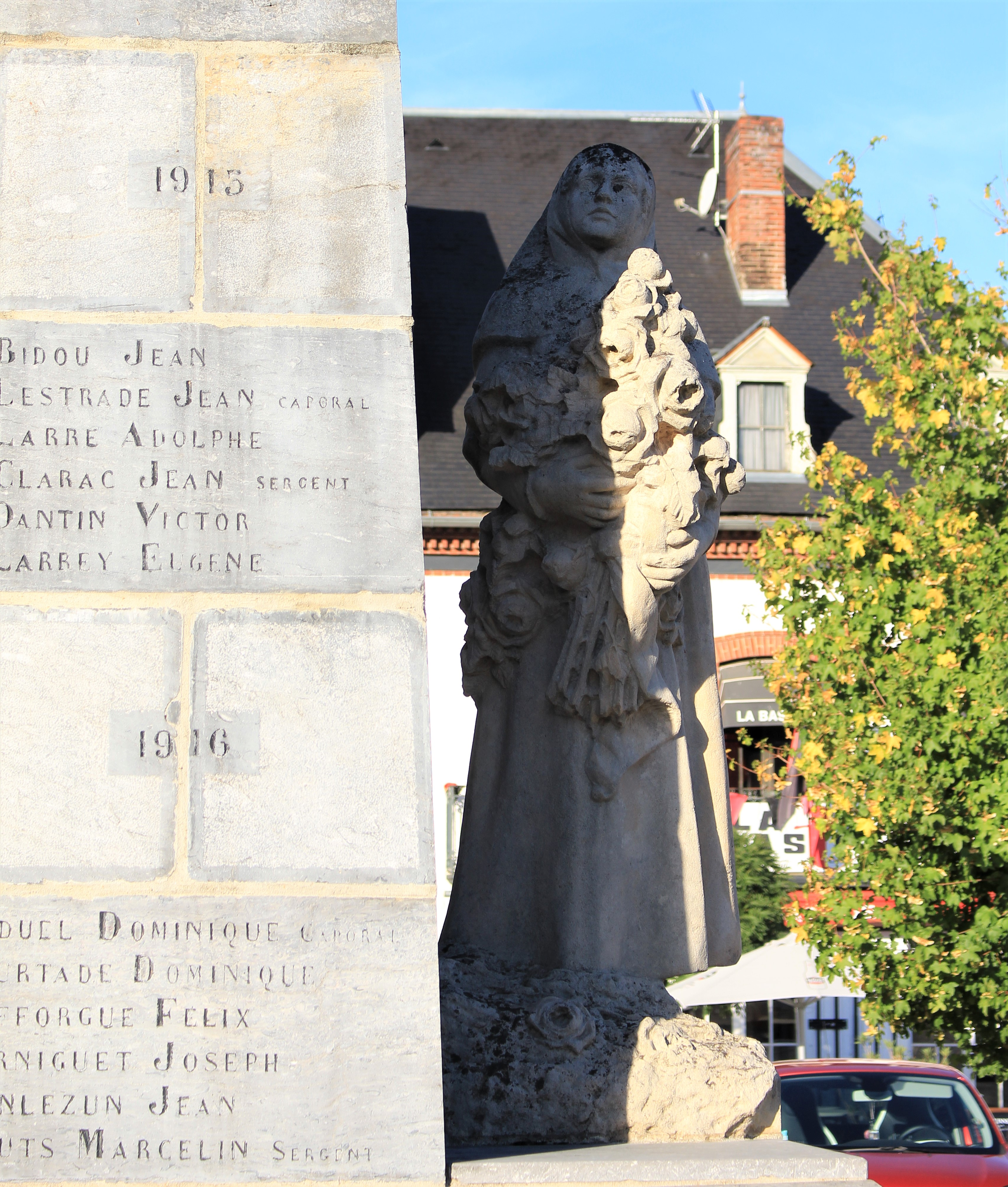
La statue.
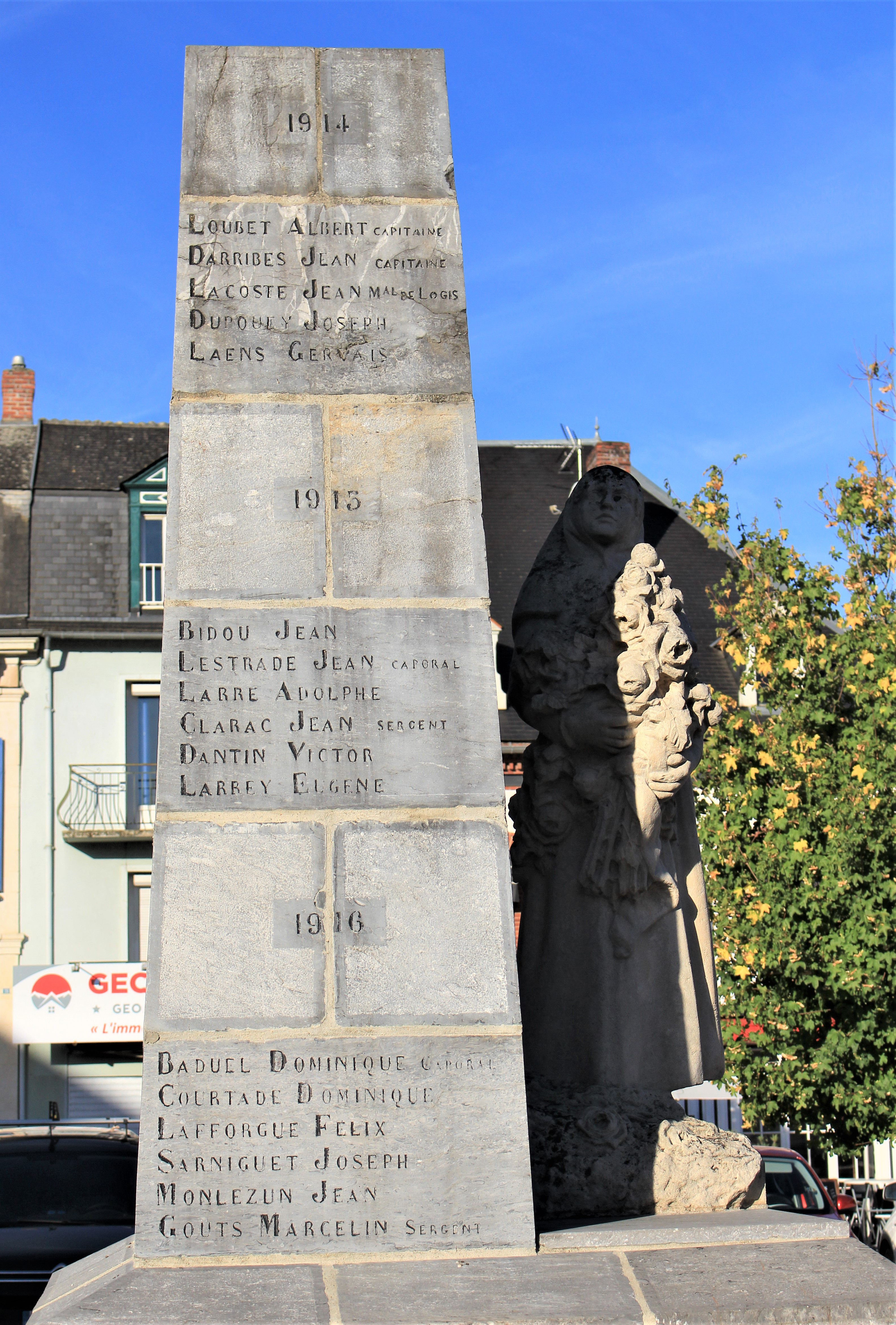
La stèle.